# Bronwyn Bishop

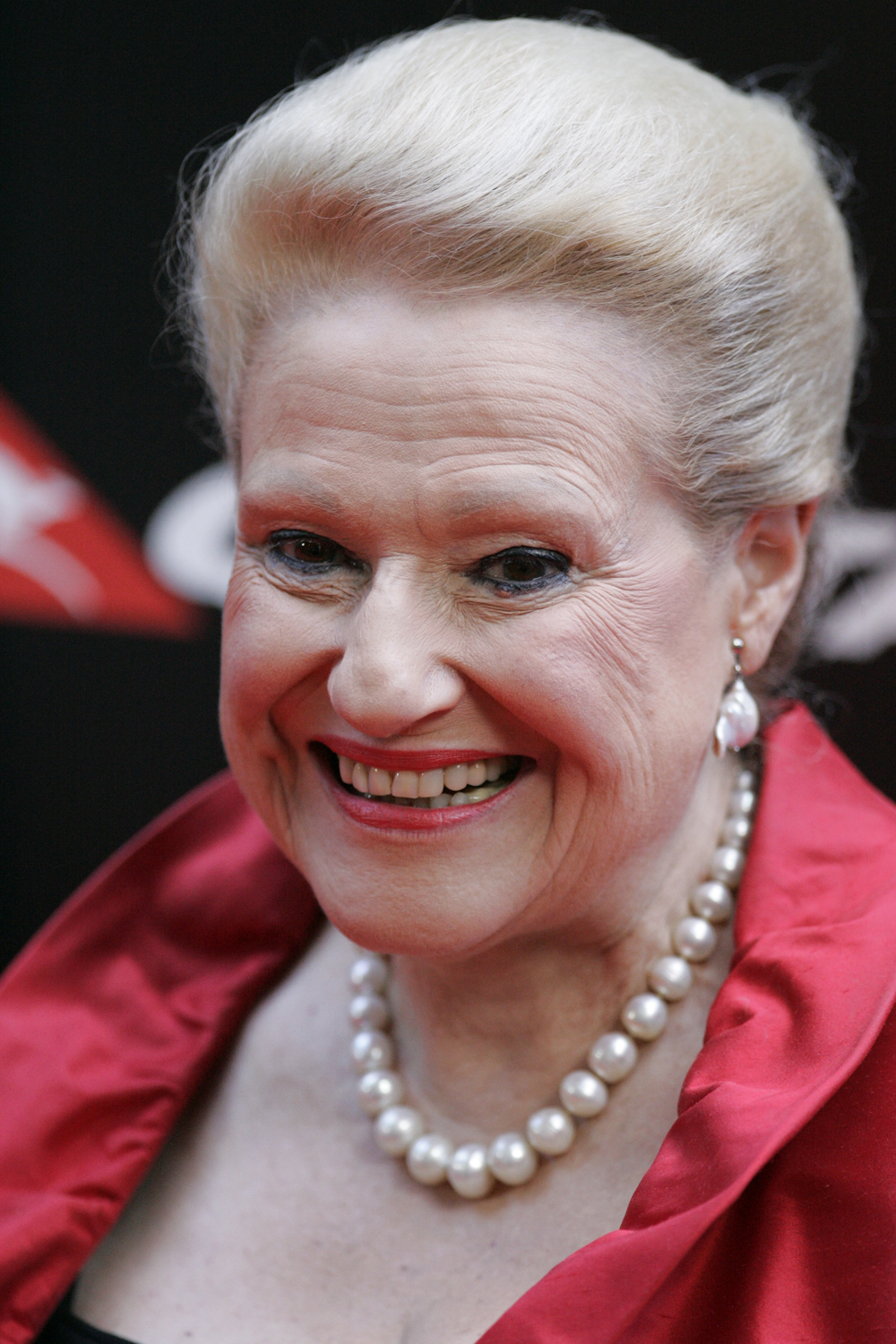
Bronwyn Bishop

Bronwyn Kathleen Bishop AO (* 19. Oktober 1942 in Sydney) ist eine australische Politikerin der Liberal Party of Australia und ehemaliges Mitglied des Australischen Repräsentantenhauses.
Bishop wurde 1987 und 1990 zur Senatorin für New South Wales gewählt und war dadurch Mitglied des Australischen Senats. 1994 trat sie als Senatorin zurück, um für die Nachfolge von Jim Carlton im Repräsentantenhaus zu kandidieren. Im März 1994 gewann sie die Nachwahl im Wahlkreis Mackellar und zog in das Repräsentantenhaus ein. Nach dem Wahlsieg der Liberal Party bei der Parlamentswahl 1996 wurde sie Mitglied der Regierung von John Howard, zunächst als Minister for Defence Industry, Science and Personnel, ab 1998 als Minister for Aged Care. Nach zwei Legislaturperioden verlor sie 2001 ihren Ministerposten.
Nachdem sie bereits 2005 erfolglos versucht hatte, Sprecherin des Repräsentantenhauses zu werden, wurde Bishop 2013 von Tony Abbott für dieses Amt nominiert.  Am 12. November 2013 wurde sie zur Sprecherin gewählt. Während ihrer Zeit als Sprecherin wurde ihr vorgeworfen, ihr Amt nicht neutral auszuüben. Am 2. August 2015 erklärte sie nach einer Kontroverse um den Einsatz von Parlamentsmitteln für Parteizwecke ihren Rücktritt als Sprecherin, behielt ihr Mandat im Repräsentantenhaus jedoch bei. Für die Parlamentswahl 2016 wurde sie von ihrer Partei nicht mehr nominiert und schied daher nach der Wahl aus dem Repräsentantenhaus aus.
Für herausragende Verdienste um das australische Parlament, um die Bevölkerung von New South Wales und um Frauen in der Politik wurde sie 2020 zum Officer des Order of Australia ernannt.